# L’Argentière-la-Bessée
L’Argentière-la-Bessée település Franciaországban, Hautes-Alpes megyében. Lakosainak száma 2278 fő (2022. január 1.). L’Argentière-la-Bessée Champoléon, Freissinières, Puy-Saint-Vincent, La Roche-de-Rame, Saint-Martin-de-Queyrières, Les Vigneaux és Vallouise-Pelvoux községekkel határos.

## Népesség
A település népességének változása:
| Lakosok száma | 2395 | 2497 | 2191 | 2302 | 2311 | 2307 | 2279 | 2255 | 2238 | 2278 |
|               | 1968 | 1982 | 1990 | 2006 | 2013 | 2015 | 2017 | 2019 | 2020 | 2022 |